# Kashima Antlers 2013
Questa voce raccoglie le informazioni riguardanti il Kashima Antlers nelle competizioni ufficiali della stagione 2013.

## Maglie e sponsor
Gli sponsor ufficiali della stagione precedente (Tostem, Sumitomo Metals e LIXIL) rimangono invariati, mentre per quanto riguarda i motivi ornamentali delle maglie, la Nike aggiunge degli inserti rossi alla seconda divisa e aumenta la presenza del nero nella divisa per le gare interne.
| Manica sinistra · Maglietta · Manica destra · Pantaloncini · Calzettoni | Manica sinistra · Manica sinistra · Maglietta · Maglietta · Manica destra · Manica destra · Pantaloncini · Calzettoni |

## Rosa
| N. |                     | Ruolo | Calciatore        |
| -- | ------------------- | ----- | ----------------- |
| 1  | Giappone (bandiera) | P     | Akihiro Satō      |
| 3  | Giappone (bandiera) | D     | Daiki Iwamasa     |
| 4  | Giappone (bandiera) | D     | Kazuya Yamamura   |
| 5  | Giappone (bandiera) | C     | Takeshi Aoki      |
| 6  | Giappone (bandiera) | C     | Kōji Nakata       |
| 8  | Brasile (bandiera)  | A     | Juninho           |
| 9  | Giappone (bandiera) | A     | Yūya Ōsako        |
| 10 | Giappone (bandiera) | C     | Masashi Motoyama  |
| 11 | Brasile (bandiera)  | A     | Davi              |
| 13 | Giappone (bandiera) | C     | Atsutaka Nakamura |
| 15 | Giappone (bandiera) | D     | Gen Shōji         |
| 16 | Giappone (bandiera) | C     | Takuya Honda      |
| 17 | Giappone (bandiera) | D     | Takanori Maeno    |
| 18 | Giappone (bandiera) | A     | Yoshiki Nakagawa  |
| 19 | Giappone (bandiera) | C     | Yūta Toyokawa     |

| N. |                     | Ruolo | Calciatore          |
| -- | ------------------- | ----- | ------------------- |
| 20 | Giappone (bandiera) | C     | Gaku Shibasaki      |
| 21 | Giappone (bandiera) | P     | Hitoshi Sogahata    |
| 22 | Giappone (bandiera) | D     | Daigo Nishi         |
| 23 | Giappone (bandiera) | D     | Naomichi Ueda       |
| 24 | Giappone (bandiera) | D     | Yukitoshi Itō       |
| 25 | Giappone (bandiera) | C     | Yasushi Endō        |
| 26 | Giappone (bandiera) | D     | Ryuga Suzuki        |
| 27 | Giappone (bandiera) | C     | Takahide Umebachi   |
| 28 | Giappone (bandiera) | C     | Shouma Doi          |
| 29 | Giappone (bandiera) | P     | Shinichiro Kawamata |
| 31 | Giappone (bandiera) | P     | Naoki Yagi          |
| 33 | Giappone (bandiera) | C     | Daichi Kawashima    |
| 35 | Giappone (bandiera) | C     | Takuya Nozawa       |
| 40 | Giappone (bandiera) | C     | Mitsuo Ogasawara    |

## Calciomercato

### Sessione invernale
| Acquisti | Acquisti          | Acquisti          | Acquisti      |
| R.       | Nome              | a                 | Modalità      |
| -------- | ----------------- | ----------------- | ------------- |
| D        | Takanori Maeno    | Ehime             | definitivo    |
| D        | Naomichi Ueda     | Ōzu High School   | definitivo    |
| C        | Yūta Toyokawa     | Ōzu High School   | definitivo    |
| C        | Takuya Nozawa     | Vissel Kōbe       | definitivo    |
| C        | Daichi Kawashima  | Montedio Yamagata | fine prestito |
| C        | Atsutaka Nakamura | Kyoto Sanga       | definitivo    |
| A        | Davi              | Umm-Salal         | definitivo    |
| A        | Ryūta Sasaki      | Tochigi           | fine prestito |

| Cessioni | Cessioni        | Cessioni        | Cessioni      |
| R.       | Nome            | a               | Modalità      |
| -------- | --------------- | --------------- | ------------- |
| D        | Tōru Araiba     | Cerezo Osaka    | prestito      |
| C        | Dutra           | Lokeren         | definitivo    |
| C        | Chikashi Masuda | Ulsan HD        | definitivo    |
| C        | Renato Cajá     | Guangzhou E.    | fine prestito |
| A        | Hideya Okamoto  | Albirex Niigata | definitivo    |
| A        | Shinzō Kōroki   | Urawa Reds      | definitivo    |
| A        | Ryūta Sasaki    |                 | svincolato    |

### Sessione estiva
| Cessioni | Cessioni     | Cessioni        | Cessioni   |
| R.       | Nome         | a               | Modalità   |
| -------- | ------------ | --------------- | ---------- |
| D        | Ryuga Suzuki | JEF United      | prestito   |
| C        | Takuya Honda | Shimizu S-Pulse | definitivo |

## Risultati

### Campionato

#### Girone di andata
| Arbitro: | Kimura |

|            |           |           |
| Toyoda 71’ | Marcatori | 32’ Osako |

| Arbitro: | Nishimura |

|                         |           |                    |
| Davi 30’, 49’ Osako 48’ | Marcatori | 47’ Ota 67’ Wilson |

| Hiroshima 17 marzo 2013, ore 13:06 UTC+9 3ª giornata | Sanfrecce Hiroshima | 0 – 0 referto | Kashima Antlers | Hiroshima Big Arch (16 029 spett.)\| Arbitro: \| Ogiya \| |
| Arbitro:                                             | Ogiya               |               |                 |                                                           |

| Arbitro: | Tojo |

|                                         |           |          |
| Kanazawa 36’ Novakovič 53’ Tomiyama 79’ | Marcatori | 15’ Davi |

| Arbitro: | Nakamura |

|          |           |  |
| Endo 58’ | Marcatori |  |

| Arbitro: | Ryuji Sato |

|                             |           |                                    |
| Takamatsu 25’ Morishima 68’ | Marcatori | 36’ Shibasaki 57’ Nozawa 90’ Osako |

| Kashima 20 aprile 2013, ore 19:04 UTC+9 7ª giornata | Kashima Antlers | 0 – 0 referto | Ventforet Kofu | Kashima Soccer Stadium (9 898 spett.)\| Arbitro: \| Iemoto \| |
| Arbitro:                                            | Iemoto          |               |                |                                                               |

| Arbitro: | Okabe |

|                      |           |                                    |
| Naruoka 67’ Oi 90+3’ | Marcatori | 6’ Shibasaki 56’ Davi 78’ Yamamura |

| Yokohama 3 maggio 2013 9ª giornata | Yokohama F·Marinos | – | Kashima Antlers | Nissan Stadium |

| Kashima 6 maggio 2013 10ª giornata | Kashima Antlers | – | Shonan Bellmare | Kashima Soccer Stadium |

| Saitama 11 maggio 2013 11ª giornata | Urawa Reds | – | Kashima Antlers | Saitama Stadium 2002 |

| Nagoya 18 maggio 2013 12ª giornata | Nagoya Grampus | – | Kashima Antlers | Mizuho Athletic Stadium |

| Kashima 25 maggio 2013 13ª giornata | Kashima Antlers | – | FC Tokyo | Kashima Soccer Stadium |

| Kawasaki 6 luglio 2013 14ª giornata | Kawasaki Frontale | – | Kashima Antlers | Todoroki Athletics Stadium |

| Kashima 10 luglio 2013 15ª giornata | Kashima Antlers | – | Shimizu S-Pulse | Kashima Soccer Stadium |

| Kashiwa 13 luglio 2013 16ª giornata | Kashiwa Reysol | – | Kashima Antlers | Hitachi Kashiwa Soccer Stadium |

| Kashima 17 luglio 2013 17ª giornata | Kashima Antlers | – | Júbilo Iwata | Kashima Soccer Stadium |

#### Girone di ritorno
| Nagoya 31 luglio 2013 18ª giornata | Nagoya Grampus | – | Kashima Antlers | Mizuho Athletic Stadium |

| Kashima 3 agosto 2013 19ª giornata | Kashima Antlers | – | Omiya Ardija | Kashima Soccer Stadium |

| Sendai 10 agosto 2013 20ª giornata | Vegalta Sendai | – | Kashima Antlers | Yurtec Stadium Sendai |

| Kashima 17 agosto 2013 21ª giornata | Kashima Antlers | – | Albirex Niigata | Kashima Soccer Stadium |

| Kashima 24 agosto 2013 22ª giornata | Kashima Antlers | – | Yokohama F·Marinos | Kashima Soccer Stadium |

| Kashima 31 agosto 2013 23ª giornata | Kashima Antlers | – | Kashiwa Reysol | Kashima Soccer Stadium |

| Shizuoka 28 agosto 2013 24ª giornata | Shimizu S-Pulse | – | Kashima Antlers | Outsourcing Stadium Nihondaira |

| Kofu 14 settembre 2013 25ª giornata | Ventforet Kofu | – | Kashima Antlers | Yamanashi Chuo Bank Stadium |

| Iwata 21 settembre 2013 26ª giornata | Júbilo Iwata | – | Kashima Antlers | Yamaha Stadium |

| Kashima 28 settembre 2013 27ª giornata | Kashima Antlers | – | Oita Trinita | Kashima Soccer Stadium |

| Tokyo 5 ottobre 2013 28ª giornata | FC Tokyo | – | Kashima Antlers | Tokyo Stadium |

| Kashima 19 ottobre 2013 29ª giornata | Kashima Antlers | – | Urawa Reds | Kashima Soccer Stadium |

| Kashima 27 ottobre 2013 30ª giornata | Kashima Antlers | – | Kawasaki Frontale | Kashima Soccer Stadium |

| Hiratsuka 10 novembre 2013 31ª giornata | Shonan Bellmare | – | Kashima Antlers | BMW Stadium |

| Kashima 23 novembre 2013 32ª giornata | Kashima Antlers | – | Sagan Tosu | Kashima Soccer Stadium |

| Osaka 30 novembre 2013 33ª giornata | Cerezo Osaka | – | Kashima Antlers | Nagai Stadium |

| Kashima 7 dicembre 2013 34ª giornata | Kashima Antlers | – | Sanfrecce Hiroshima | Kashima Soccer Stadium |

### Coppa Yamazaki Nabisco
| Kashima 23 marzo 2013, ore 16:00 UTC+9 Fase a gruppi - 1ª giornata | Kashima Antlers | 2 – 4 referto | FC Tokyo | Kashima Soccer Stadium (11 839 spett.)\| Arbitro: \| Yamamoto \| |
| Arbitro:                                                           | Yamamoto        |               |          |                                                                  |

| Kashima 3 aprile 2013, ore 19:00 UTC+9 Fase a gruppi - 2ª giornata | Kashima Antlers | 1 – 0 referto | Sagan Tosu | Kashima Soccer Stadium (5 070 spett.)\| Arbitro: \| Murakami \| |
| Arbitro:                                                           | Murakami        |               |            |                                                                 |

| Tokyo 10 aprile 2013, ore 19:00 UTC+9 Fase a gruppi - 3ª giornata | Albirex Niigata | 1 – 2 referto | Kashima Antlers | Big Swan Stadium (7 210 spett.)\| Arbitro: \| Iida \| |
| Arbitro:                                                          | Iida            |               |                 |                                                       |

| Kashima 24 aprile 2013, ore 19:00 UTC+9 Fase a gruppi - 4ª giornata | Kashima Antlers | 1 – 0 referto | Nagoya Grampus | Kashima Soccer Stadium (4 735 spett.)\| Arbitro: \| Matsuo \| |
| Arbitro:                                                            | Matsuo          |               |                |                                                               |

| Tokyo 15 maggio 2013, ore 19:30 UTC+9 Fase a gruppi - 5ª giornata | Oita Trinita | 0 – 1 referto | Kashima Antlers | Ōita Stadium (4 563 spett.)\| Arbitro: \| Fukushima \| |
| Arbitro:                                                          | Fukushima    |               |                 |                                                        |

| Osaka 22 maggio 2013, ore 19:00 UTC+9 Fase a gruppi - 6ª giornata | Cerezo Osaka | 2 – 1 | Kashima Antlers | Kincho Stadium (10 336 spett.)\| Arbitro: \| Okabe \| |
| Arbitro:                                                          | Okabe        |       |                 |                                                       |

| Kashima 23 giugno 2013, ore 18:04 UTC+9 Quarti di finale - Andata | Kashima Antlers | 0 – 2 referto | Yokohama F·Marinos | Kashima Soccer Stadium (13 099 spett.)\| Arbitro: \| Murakami \| |
| Arbitro:                                                          | Murakami        |               |                    |                                                                  |

| Yokohama 30 giugno 2013, ore 19:00 UTC+9 Quarti di finale - Ritorno | Yokohama F·Marinos | 3 – 1 referto | Kashima Antlers | Nissan Stadium (14 038 spett.)\| Arbitro: \| Ogiya \| |
| Arbitro:                                                            | Ogiya              |               |                 |                                                       |